# Archangielskoje (rejon sosnowski)
Archangielskoje (ros. Архангельское) – wieś (sieło) w Rosji, w obwodzie czelabińskim, w rejonie sosnowskim. W 2010 liczyła 904 mieszkańców.